# Ileana Hogea-Velișcu
Ileana Hogea-Velișcu (n. 15 iulie 1936, Sudiți, județul Ialomița - d. 14 decembrie 2022, București) a fost un sinolog, profesor universitar doctor, traducătoare de literatură chineză veche și modernă și scriitoare din România. Fiica lui Petre Hogea și a Mariei (n. Adam), țărani. Tatăl provine dintr-o veche familie de mocani albanezi, veniți în transhumanță și așezați vremelnic în zona Cristian, Brașov (1820) de unde se strămută către Bărăgan, în căutare de apă și hrană pentru ei și animalele lor, Ciuma lui Caragea, după cum se consemnează, găsindu-i la sud de Râul Ialomița. ”Sudiți”, plătitori de biruri, se bucură de protecție, familia Hogea aflându-se printre primii locuitori și întemeietori ai satului Sudiți, de unde n-a mai plecat, îndeletnicindu-se cu plugăritul și creșterea vitelor. Și strămoșii materni se numără printre fondatorii satului Sudiți, pământul natal rămânând și pentru Ileana Hogea, „universul primordial”, purtat neîntrerupt în gând, peste tot în lume, trecut în cărți și dicționare.

## Date biografice
A urmat primele șapte clase în satul natal. 
Între 1950-1954, a fost elevă la Școala Pedagogică de Învățătoare din Călărași, devenind învățătoare cu diplomă. Având doar nota maximă la toate disciplinele, în toți cei 4 ani de învățămât, Școala Pedagogică de Învățătoare i-a acordat Ilenei Hogea o Recomandare oficială, pe baza căreia să se înscrie la Institutul Pedagogic de 3 ani, de la Panduri-București, fără examen de admitere. Renunță la Recomandare și intră, prin concurs de admitere, la Facultatea de Filologie, Universitatea „C.I. Parhon” din București, Sectia de limba rusă (1955). La sfârșitul anului I, este propusă pentru studii în U.R.S.S. Participă la Cursurile de vară de la Institutul Pedagogic, alături de 400 de studenți, veniți din toată țara, în urma examenelor, la 3 materii, se clasează între primii 10 reușiți, câștigând dreptul de a alege între Uniunea Sovietică și Țările de Democrație, Ileana Hogea alegând China. 
Din septembrie 1955 este studentă bursieră a Statului Român în R.P. Chineză, timp de doi ani (1955-1957) învățând intensiv limba chineză elementară, obținînd aprobarea de a urma cursurile Facultății de Filologie a Universității din Beijing (1957-1962), împreună cu studenții chinezi, unde studiază limba și literatura chineză, absolvind în 1962 cu magna cum laude („yōuděng” – Excelent), pentru toți anii de studii. 
Întoarsă în țară, după 7 ani de studii complete în China, este repartizată de Ministerul Învățământului, ca preparator, la Institutul de Limbi Străine al Universității București, Secția de Limbi Orientale, Catedra de Limba și Literatura Chineză, unde a funcționat neîntrerupt timp de 44 de ani, fiind profesoara primei promoții de români cunoscători ai limbii chineze și unul dintre întemeietorii Secției de Limba Chineză la noi.
Parcurge toate treptele ierarhiei academice, de la preparator la profesor universitar, redactând cursuri, manuale, antologii, monografii, metodici de predare, dicționare, traducând din și în limba chineză.
Pentru uzul studenților și înzestrarea Catedrei, cu materiale didactice scrie peste 50 de volume și cca. 1000 de studii, cercetări, prelegeri, articole științifice și de popularizare a culturii și civilizației chineze, prefețe etc. Ciclul Limba chineză pentru români înseamnă manuale-far în predarea limbii chineze, ca limbă străină de predare în România.: 1. Limba chineză pentru români (Ed. „Hyperion XXI”, 1990, reed. 2010); 2. Gramatica comparată româno-chineză (în limba chineză, Ed. „Grand”, 1995, reed. 2010); 3. Limba chineză pentru români – vol. I, II (colab. Ren Yuan, Editura Universității de Limbă și Cultură, Beijing-China, 1995); 4. Limba chineză veche. Morfosintaxa. Lexic (Editura Universității București, 1989); 5. Limba chineză pentru români. Metodă. Nivel mediu (Ed. Prouniversitaria, 2013). Sub tipar, Editura „dio”: 6. Limba chineză pentru români. Calea hieroglifelor. Metodă. Nivel elementar; 7. Sinologica. Îndreptar filologic universal. Metodă. Nivel superior, vol. I, II; 8. Dicționar tematic uzual român-chinez; 9. Conversia scrierilor nelatine. Transcrierea caracterelor chineze. Standard de Stat nr. 5309/5-87, STAS – Institutul  Român de Standardizare (ediție oficială, Ed. Tehnică, 1987), reeditare.
Fundamentale sunt și tratatele de literatură, care acoperă toate genurile literare:   1. Literatura chineză veche (CMUB, 1976); 2. Antologie de literatură chineză (în limba chineză, CMUB, 1973); 3. Formare și transformare în teatrul chinez (CMUB, 1983); 4. Permanențe și metamorfoze în poezia chineză (CMUB, 1984); 5. Dicționar de literatură chineză clasică (Editura Științifică și Enciclopedică, 1983); 5. Eseu despre China și literatura chineză (Ed. „Grand”, 1996); 6. China mandarinală și literatura chineză, Ed. „România de mâine”, 2010, reed. 2013); 7. Tratat de literatură chineză veche. Din pavilionul secret al oglinzii scrisului (Ed. Prouniversitaria, 2013); 8. Nestemate ale culturii chineze. Un prinos de iubire pentru sufletul chinez (colab. Luo Dongquan, Ed. „Capitel”, 2009).
Ca profesoară, continuă să învețe, reluându-și cursurile întrerupte (1955), prin plecarea la studii în China, reușind ca în 1976 să obțină diploma de licență la Facultatea de Limba și Literatura Română, Universitatea București, cu lucrarea Slavici și Confucius afinități elective.
Obține în același an (1976) titlul de doctor în filologie, la Catedra de Literatură Universală și Comparată, Facultatea de Limba și Literatura Română, Universitatea București, cu teza Receptarea literaturii chineze în România. Personalitatea sinologiei românești (reeditare sub tipar, Editura „dio”).
Ca unul dintre primii specialiști de limba și literatura chineză din România, Ileana Hogea se dedică muncii la Catedră, scrie mult și traduce masiv din literatura chineză clasică  și modernă, colaborează cu Redacții și Edituri centrale. „Fixând în conștiința publică românească noțiunea de sinolog și, respectiv, Sinologie, ca o veche știință umanistă universală, Ileana Hogea introduce în mediul academic studiul și cercetarea spiritualității chineze, ocupând un loc de elită în istoria comparatismului românesc” (Zoe Dumitrescu Bușulenga). Încurajatoare sunt și cuvintele de aleasă simpatie ale conducătorului științific, prof. univ. dr. docent Romul Munteanu, care, referindu-se mereu la spiritualitatea chineză, declara senin: „Doctoranda mea știe mai multă carte decât mine…”, fiind aprobat maestrul și de marii noștri profesori Ion C. Chițimia, Dan Horia Mazilu, Constantin Ciopraga (Iași) și Ion Vlad (Cluj).
Astfel condusă științific, „mult căutătoare și răzbătătoare, Ileana Hogea-Velișcu introduce studiul filologiei chineze în practica acribică a cercetării academice românești” (Gheorghe Mihăilă).
Cariera didactică neîntreruptă, activitatea de cercetare, interesul față de traduceri, preocuparea permanentă, pentru propagarea civilizației chineze în spațiul cultural românesc, prin conferințe multiple, seri culturale, interviuri la radio și televiziune înseamnă pentru Ileana Hogea o legătură strânsă cu lumea chineză, cu mediul academic din China, cu profesorii și colegii chinezi, „sinologul Ileana Hogea-Velișcu (Yang Ling) de astăzi fiind nu doar creația acestor somități chineze, ci și un bun al Chinei” (Ding Chao).
Dragostea pentru limba și cultura chineză, pentru China și vârstnicul popor chinez, vechi de 9000 de ani – chinezii înșiși considerând-o „prietena poporului chinez” (Who’s Who Friends of China Directory – Prietenii poporului chinez, Ediția Princeps, Ed. „Hong Qi”, Academia chineză de studii social-politice, Beijing, R.P. Chineză, 1996, pp. 389-390) – Ileana Hogea o împărtășește, cu simț patriotic, învățat de la mentorii ei chinezi, tinerilor români, studenților, elevilor și cursanților iubitori ai Chinei.
Din 1962 și până în 2010, a predat limba chineză la Universitatea din București, ca profesor titular. 
Împreună cu oficialitățile interesate, Ileana Hogea înființează cercuri de studii, clase de limba chineză în școli și licee (Liceul teoretic „Mihail Sadoveanu”, București, Liceul „Ion Maiorescu”, Giurgiu), dar și Catedra de Limba și Literatura Chineză la Universitățile particulare „Hyperion”, București (1990), „Spiru Haret”, București (2006), Creștină „Dimitrie Cantemir”, București (2009), Centrul de multilingvism, Studii asiatice: coreană, japoneză, chineză, din cadrul Universității Româno-Americană, București (2013), acoperind singură toate cursurile vorbite și scrise.
Între anii 1963-1975 colaborează la apariția Revistei România azi, versiunea în limba chineză, pe post de „cap limpede” și, respectiv, ca profesoară a meșterilor tipografi – culegători de caractere chinezești, la Întreprinderea „Arta Grafică”.
Scrie de timpuriu, primele articole îi apar în revistele unor Cenacluri literare din China, interesul de atunci mergând înspre folclorul românesc, poezia populară, paremiologie românească. Ileana Hogea traduce și publică masiv, Revista studențească Poesis („Shī kàn”) rezervând spațiu generos pentru cunoașterea elementelor de cultură universală, specifică țărilor de origine ale studenților străini, din Universitatea Peking, anii ’50- ’60 trecut. Pe aceeași linie de idei este preocupată de răspândirea literaturii române în China, cu articole despre mari scriitori și capodopere, colaborând continuu cu românologii chinezi, minunați vorbitori ai limbii române și profunzi cunoscători ai spațiului spiritual românesc.
Împreună cu poetul chinez, de expresie cazahă Xiakan Volpaev traduce poezia Și dacă, de Eminescu, în limba chineză, fiind apoi transpusă și în limbile mongolă și ȕygură, în Revista Raze fierbinți  („Shu guang”) a filialei Regiunii Autonome Xinjiang-ȕygură, a Uniunii Scriitorilor Chinezi (1983).
Cunoscător – practicant al limbii chineze mandarine literare, în toate compartimentele ei – vorbit, scris, redactat, tradus, Ileana Hogea a reușit să dobândească a doua carieră, pe lângă cea didactică – profesoară de limba chineză și, respectiv, de limba română.
Traducătoarea permanentă a Uniunii Scriitorilor – din 1976 membră a Fondului Literar și 1990 membră a USR – Ileana Hogea este însoțitoarea delegațiilor oficiale chineze în România și române în China, face parte  din suita oficială a Președintelui Emil Constantinescu în China (2006) – specializată în toate domeniile de activitate – cultural și de învățământ, politic, economic, medical, mass-media, până la delegații guvernamentale și ale șefilor de state români și chinezi – traducând direct și de asemenea, simultan, la congrese, cum se spune – la nivel înalt.
Și dacă numărul delegațiilor chineze și române, pe care le-a însoțit, nici nu se mai poate ține minte, din îndelungata și interesanta ei carieră, Ileana Hogea-Velișcu a izbutit să scrie peste 50 de volume și cca. 1000 de studii, comunicări, articole, recenzii etc. privind relațiile culturale româno-chineze, vechi de peste 300 de ani, de la Nicolae Milescu Spătarul, primul român care a pășit pe pământ chinezesc încoace. Trăitoare 10 ani în China, Ileana Hogea a învățat să-i iubească pe chinezi, aceștia numind-o „fata cu inimă de chinez”, răsplătind-o pentru „eleganța intelectuală față de spiritualitatea chineză și pentru munca neobosită de răspândire a marilor cărți de învățătură chineză în spațiul culturii române” (Luo Dongquan), volumul monumental Nestemate ale culturii chineze. Un prinos de iubire pentru sufletul chinez (colab.), bucurându-se de un ecou meritat în China (2009).
În colaborare cu Iv Martinovici, poet de mare sensibilitate și erudiție, este traducătoarea romanului fluviu național Visul din pavilionul roșu, de Cao Xueqin (1715-1763) și a Poemelor lui Qu Yuan (cca. 340-278 î.Hr.), dovadă a cunoașterii adânci a limbii chineze clasice arhaică, savantă și grea, domeniu în care Ileana Hogea nu are rival în România, alți câțiva cunoscători neavând arie profesională adecvată de folosire a limbii vechi arhaizată – limba operelor literare.
Imensul spațiu cultural chinez – de la mituri și legende, la poezie clasică și contemporană și până la poezia actuală, ca să nu mai vorbim de istorie, filosofie și mentalități, cu întreg panteonul etico-moral pilduitor al Chinei, este familiar cititorului român și prin strădania Ilenei Hogea-Velișcu, considerată unanim „cel mai important sinolog-expert din România”.
Romanele Dragoste de Buriganga. Vis cu Chen (2013) și Duhul Azaleei. Miraj cu Chen (2014), precum și alte lucrări de beletristică aflate sub tipar – La Est de Harbin. Înminunări cu Chen, 3000 de zile calde. Drumul de 1.000 de li, dar mai ales Ora 25. Amorvivi și Zeyana în Cetatea Anich (Editura „dio”, București, 2017) sunt o încercare de a muta în spațiul culturii române o lume chineză care-i aparține definitiv Ilenei Hogea-Velișcu, „ca un adevărat talant” (Pr. duhovnic D. Colotelo), autoarea   simțindu-se înavuțită prin destin. 
Monografiile Apostol D. Culea, dascăl național. Studiu monografic (Ed. Prouniversitaria, 2012), Marcela Peneș, figură luminoasă a învățământului românesc (Ed. Minerva, 2015), Pe sub malul cu dropii. Neamintirile Casandrei (Editura „dio”, sub tipar), Lumină lină. Iubi-Te-vom, Doamne (Editura „dio”, sub tipar) sunt lucrări de înalt grad științific și documentar, cu mare încărcătură sufletească. Special este volumul Rugăciunea, ca o tămâie frumos mirositoare. Iubi-Te-vom, Doamne. Trăim pentru a Te lăuda, un florilegiu de 86 de poezii religioase, publicate sub îndemnul Pr. duhovnic Dumitru Pintea (Ed. Minerva, sub tipar).
Aflată într-un permanent deschis „Șantier literar”, dar și de adâncire a relațiilor cu China, prin Asociația Română de Prietenie cu R.P. Chineză, pentru contribuție proprie primește Trofeul Casa Româno-Chineză (2012) și Diploma de excelență (2013), iar pe plan științific, din partea chineză, prin Asociația Internațională de Studii și Cercetări în Opera-Confucius, cu sediul la Beijing-China, i se acordă Trofeul Confucius și Diploma de Excelență-Confucius (2015).
Bucuria imensă pentru Ileana Hogea-Velișcu este să fi primit de Înălțarea Domnului, 2017, titlul de Cetățean de onoare al Comunei Sudiți – Județul Ialomița, care o aduce acasă și o așează frumos, în vatra satului natal, unde Biblioteca comunală și „ulița copilăriei” se numesc „Profesor Ileana Hogea”.

## Traduceri
A tradus unele opere fundamentale din literatura chineză:
- Pasărea fericirii. Basme populare din China, (în colaborare cu Iv Martinovici), Editura Univers, 1973;
- Mituri și legende chinezești (în colaborare cu Iv Martinovici), Editura Ion Creangă, 1974;
- Qu Yuan, Poeme (în colaborare cu Iv Martinovici), Prefață, Editura Univers, 1974.
- Cao Xueqin, Visul din Pavilionul roșu (în colaborare cu Iv Martinovici), vol. I-III, Îngrijire, Prefață și Note, Editura Minerva, 1975.
- Cao Xueqin și Gao E., Visul din pavilionul roșu, reeditare cu adăugirea Arborelui genealogic al personajelor, Prefață, note și traducere (colab.), Editura Univers, 1986.
- Chen Chong, Visul din acceleratul de Kelamayi, traducere, Prefață, Editura Univers, 1989;
- Cao Yu, „Furtuna”, teatru chinez modern.

## Studii, monografii, dicționare (selectiv)
- Istoria literaturii chineze clasice, curs multiplicat, CMUB, 1966 – volum;
- Arhitectura poeziei chineze vechi – considerații prozodice, în vol. colectiv, Sesiunea științifică, aprilie 1966, Universitatea București – studiu;
- Istoria literaturii chineze clasice și moderne, curs multiplicat, CMUB, 1967 – volum;
- Presa literară românească a secolului al XIX-lea și receptivitatea față de civilizația chineză, Analele Universității București, Literatura universală și comparată, nr.1, 1971 – studiu;
- Argumentul chinez în gândirea lui Slavici, Analele Universității București, Literatura universală și comparată, nr. 2, 1971 – studiu;
- Antologie de literatură chineză veche, în lb. chineză, 800 pp., C.M.U.B., 1972 – volum;
- Interesul junimiștilor față de cultura chineză manifestat în „Convorbiri literare”, Analele Universității București, Literatura universală și comparată, 1972 – studiu;
- Primele însemnări despre civilizația chineză apărute în presa literară românească, „Ramuri”, nr. 10, 1972 – articol;
- Repere ale culturii chineze – tezaurul arheologic, Știință și tehnică, nr. 2, 1972 – articol;
- Anonimi din epoca Han – Poezie chineză veche, „Steaua”, nr. 22, 1972  – prezentare și traducere (colab.);
- Qu Yuan. Nouă elegii, „Orizont”, nr. 21, 1973 – prezentare și traducere (colab.);
- Studii de istoria Chinei. Vestigii de istorie veche, Analele Universității București, Istorie, nr. 1 – studiu;
- Qu Yuan. Nouă ode, „Tribuna”, nr. 20, 1973 – prezentare și traducere (colab.);
- Pasărea fericirii. Basme populare din China, Editura Univers, 1973 – volum (traducere colab.);
- Patru poeți din dinastia Tang. Wang Wei, Li Bai, Du Fu, Bai Juyi, „Orizont”, nr. 17, 1974 – prezentare și traducere (colab.);
- Mituri si legende chineze, Editura Ion Creangă, 1974 – volum (traducere colab.);
- Qu Yuan. Poeme [M-a ajuns întristarea (Li Sao); Enigmele Cerului (Tian wen); Nouă elegii (Jiu zhang); Nouă ode (Jiu ge)], Editura Univers, 1974 – volum (traducere colab.); Prefață;
- Cao Xue-qin. Visul din pavilionul roșu, vol I, II, III, Editura Minerva, 1975 – volum (traducere colab.); Prefață, note;
- Literatura chineză veche, Partea I-a, CMUB, 1975 – volum;
- Receptarea literaturii chineze în România, Teză de doctorat, conducător științific prof. univ. dr. docent Romul Munteanu, CMUB, 1975;
- Literatura chineză veche, Partea I-a (Reeditare adăugită și revăzută), CMUB, 1976 – volum;
- Emblema de jad. Vechi legende chinezești, „Magazin istoric”, nr. 10 și următ., 1976 – traducere și prezentare în serial;
- Literatură și civilizație chineză în România veacului trecut, CMUB, 1977 – volum;
- Cao Yu. Furtuna, traducere și reprezentare pe scenă, la Festivalul de artă studențească, Universitatea București, Aula Magna, 1977);
- Limba chineză contemporană. Metodă pentru români, curs multiplicat, Universitatea București, 1980 – volum;
- Dicționar de literatură chineză clasică și modernă, Editura Științifică și Enciclopedică, București, 1983 – volum;
- Formare și transformare în arta spectacolului chinez, CMUB, 1983 – volum;
- Limba chineză veche. Morfo-sintaxă. Lexic. CMUB, 1984 – volum;
- Permanențe și metamorfoze în poezia chineză clasică, CMUB, 1984 – volum;
- Poeți chinezi contemporani: Li Qiao și Xia Kan-Woalbai, „România Literară”, nr. 34, 1984 – traducere;
- Scriitori ai minorităților naționale din China: Li Qiao (naționalit. Li), Malaqinfu (mongol), Yixi-danzen (tibetan), Xia Kan-Woalbai (cazah), „Tribuna”, nr. 26, 1984 – prezentare și traducere;
- Eminescu. Un ciclu de poeme – traduse în limbile cazahă, mongolă, uygură în colab., Revista literară „Zorii” („Liming”), 15 iul. 1984, Ulumuqi, Reg. Autonomă Xinjiang-uygură, R.P. Chineză (cu poetul chinez de expresie cazahă Xia Kan Volpaiev);
- Titu Maiorescu, primul traducător de poezie chineză în limba română, Analele Universității București, nr. 34, 1985 – studiu;
- Cao Xueqin și Gao E. Visul din pavilionul roșu – reeditare cu adăugirea Arborelui genealogic al personajelor, Prefață, note și traducere (colab.), Editura Univers, 1986 – volum;
- O personalizare a romanescului chinez, Editura Univers, 1986 – studiu;
- Literatura chineză într-un Catalog particular de la sfârșitul veacului trecut (colab.), Analele Universității București, an. XXXV, 1986 – studiu;
- Malaqinfu. Un Buddha viu, „România Literară”, nr. 27, 1986 – prezentare și traducere;
- Literatura chineză în catalogul particular al lui Eduard Grisebach de la sfârșitul secolului trecut, Analele Universității București, nr. 2, 1986 – studiu (colab.);
- Conversia scrierilor nelatine. Transcrierea caracterelor chineze. Standard de Stat nr. 5309/5-87 STAS – Institutul Român de Standardizare (ediție oficială), Editura Tehnică, 1987 – studiu; vol.;
- Xia Kan. Woalbai. Versuri, „Ramuri”, nr.12, 1987 – traducere;
- Jing Yi. Poezii, „România Literară”, nr. 4, 1987 – prezentare și traducere;
- O furtună ca un taifun. Cao Yu înainte de premieră, „România Literară”, nr. 40, 1987 – articol;
- Chen Chong. Trenul care duce spre Apus. Visul din acceleratul de Kelamayi, „România Literară”, nr. 2, 1987 – prezentare și traducere;
- Omul punctul de plecare al proiectării și apoteozării mitice – studiu comparat despre Mitologia chineză, Postfață, Legende chinezești, Editura Univers, 1988;
- Limba chineză veche (Morfosintaxă. Lexic), curs universitar, CMUB, 1989 – volum;
- Chen Chong. Visul din acceleratul de Kelamayi (traducere, proză actuală), Editura Univers, 1989 – volum;
- Literatura chineză în România, Revista „Cultura Est-europeană”, Institutul de Limbi Străine, Beijing, China, 1990 – articol;
- Limba chineză pentru români, Editura „Hyperion”, 1991 – volum;
- Pași în lumea chineză, Rubrică în „Tribuna”, Sibiu, 1991 – o suită de articole;
- Cotidianul de Shaanxi (Shaanxi Ribao), „Tribuna”, Sibiu, 1992 – articol;
- Dinastiile pre-Qin, Sec. XI-III î.e.n., Cultura materială – Armata de teracotă din Muzeul subteran Xi’an-Shaanxi, „Tribuna”, Sibiu, 1992 – articol;
- Itinerarii chineze: Pietoni în Marea Perlelor, „Tribuna”, Sibiu, 1992 – articol;
- Itinerarii chineze: Fluviul Galben – emblemă și simbol, „Tribuna”, Sibiu, 1992 – articol;
- Mentalități chineze: Banchetul colțunașilor, „Tribuna”, Sibiu, 1992 – articol;
- Argumentul chinez în gândirea lui Slavici, Comunicările „Hyperion”, 1993 – studiu;
- Relații culturale antice. Drumul mătăsii: China – veche vatră a mătăsii, „Tribuna”, Sibiu, 1994 – articol;
- Părțile de vorbire în limba chineză modernă și subiectele conexe, Studii de limba chineză, Beijing, China, 1994 – studiu;
- Structuri fundamentale propoziționale în chineza contemporană și aspectele aferente, Studii de limba chineză, Beijing, China, 1994 – studiu;
- Determinarea antepusă și postpusă a grupului verbal în chineza contemporană, Studii de limba chineză, Beijing, China, 1994 – studiu;
- Determinarea grupului nominal în chineza modernă, Studii de limba chineză, Beijing, China, 1994 – studiu;
- Dicționarul fonetic român-chinez, de Dong Yuan, Prefață și corectură, Editura Didactică și Pedagogică, București, 1994;
- Studii de gramatică comparată româno-chineză, în limba chineză, Editura Grand, București, 1995 – volum;
- Apariția dicționarului chinez-român – un eveniment de marcă în lumea culturală româno-chineză, Studii de limbă chineză, Beijing, China, 1995 – recenzie;
- Manualele didactice valoroase – un succes deplin al operei de predare modernă a limbii chineze în străinătate, Studii de limba chineză, Beijing, China, 1995 – recenzie;
- L’orphelin de la Chine – o piesă itinerantă în Europa veacului luminilor, Hyperion XXI, 1996 – studiu;
- Limba chineză pentru români, vol. I, II, coeditare româno-chineză, Editura Universității de Limbă și Cultură, Beijing, China și Editura Grand, București, 1996 – manual;
- Eseu despre China și literatura chineză, Editura Grand, București, 1996 – volum;
- Evantaiul celor 10.000 de gânduri. România și China: trei veacuri de istorie, vol. I, coordonare (colab.), Editura Ion Cristoiu, București, 1999 – volum;
- Estetica numerelor în gândirea chineză. Polifuncționalitatea lui „Unu” – factor de separație și de valorizare în conceptul Orient-Occident, în volumul „Comunicările Hyperion”, Filologie, București, 2005 – studiu;
- Evantaiul celor 10.000 de gânduri. România și China: trei veacuri de istorie, vol. II, coordonare (colab.), Postfață și Note, Editura AGER-Economistul, București, 2005 – volum;
- Limba și literatura chineză, Programă pentru Examenul de definitivare în învățământ și pentru Examenul de titularizare în învățământ, aprobată prin Ordinul Ministrului, Ministerul Educației și Cercetării, București, 2006;
- Un stră-român, boierul moldo-valah Nicolae Milescu Spătarul, ambasador la Curtea Marelui August Kang Xi, Editura Universității din București, București, 2007 – volum;
- Ninsori în toiul inimii. Memorial de rugă pentru vise, Memorii I, Editura Minerva, București, 2008 – volum;
- Nestemate ale culturii chineze. Un prinos de iubire pentru sufletul chinez, coautor Luo Dongquan, Editura Capitel, București, 2009 – volum;
- Evantaiul celor 10.000 de gânduri. România și China: trei veacuri de istorie, vol. III, coordonare (colab.), Postfață și Addenda, Editura Puzzle Works, București, 2009 – volum;
- China mandarinală și literatura chineză, Editura Fundației România de Mâine, București, 2010 – volum;
- Limba chineză pentru români, Ediția a II-a, Editura Victor, București, 2010 – volum;
- Limba chineză. Gramatică comparată româno-chineză, în limba chineză, Ediția a II-a, Editura Victor, București, 2010 – volum;
- Apostol D. Culea – Dascăl național. Studiu monografic, Editura Prouniversitaria, București, 2012 – volum;
- China mandarinală și literatura chineză, Ediția a II-a, Editura Fundației România de Mâine, București, 2012 – volum;
- Dragoste pe Buriganga. Miraj cu Chen, Triptic sentimental, Memorii II, Editura dío, București, 2013 – volum;
- Duhul Azaleei. Vis cu Chen, Triptic sentimental, Memorii III, Editura dío, București, 2013 – volum;
- Tratat de literatură chineză veche. Din pavilionul secret al oglinzii scrisului, Editura Prouniversitaria, București, 2013 – volum;
- Limba chineză pentru români, Metodă. Nivel mediu, Curs universitar, Editura Prouniversitaria, București, 2014 – volum;
- Evantaiul celor 10.000 de gânduri. România și China: trei veacuri de istorie, vol. IV, coordonare (colab.), Editura dío, București, 2014 – volum;
- Marcela Peneș, personalitate luminoasă a învățământului românesc. Studiu, Editura Minerva, București, 2015 – volum;
- Ora 25. Amorvivi și Zeyana în Cetatea Anich, Memorii VI, Editura dío, București, 2017 – volum;
- Pe sub malul cu dropii. Neamintirile Casandrei, Memorii IV, Editura dío, București, 2022 – volum;
- Lumină lină. Iubi-Te-vom, Doamne!, Memorii V, Editura dío, București, 2022 – volum;
- Din suflet de creștin: Rugăciunea – ca o tămâie frumos mirositoare. Iubi-Te-vom, Doamne. Trăim pentru a Te lăuda. Imne, Editura Minerva, București, 2022 – volum;

## În curs de publicare
- Sinologica. Îndreptar filologic universal, Metodă. Nivel superior, Curs masteral, vol. I și II, colab. Leandru-Iosefin Giucă, Editura Prouniversitaria, București – volum;
- Limba chineză pentru români. Calea hieroglifelor, Metodă. Nivel fundamental, colab. Alinta-Tristana Giucă, Editura dio, București – volum;
- Dicționar tematic român-chinez, colab. Alinta-Tristana Giucă, Editura dio, București – volum;
- Tratat de cultură și civilizație chineză. Din panteonul pilduitor al Chinei, Editura dio, București – volum;
- Receptarea literaturii chineze în România. Personalitatea Sinologiei românești. Teză de Doctorat, Editura dio, București – volum;
- Lăsată la vatră. Nu mă rătăci, Doamne! Ține-mi, Doamne, umbletul, cât îmi ții și sufletul!, Editura dio, București – volum;
- Integrala Yang Ling: Jad și Mărgăritărele. Studii de Sinologie comparată, vol. I-VI, Editura dio, București – Volumul I: Exegeze istorice, lingvistice, filologice, religioase și miscelanee de profil; Volumul II: Receptare / Difuzare și miscelanee de profil; Volumul III: Coordonate culturale, pagini literare, crochiuri portretistice și miscelanee de profil; Volumul IV: Publicistică, epistolografie, semne de carte și miscelanee de profil; Volumul V: Teatru chinez modern: „Furtuna” de Cao Yu; Povestiri thailandeze: „Un om, un copac, o pasăre” și „Vis deșert” de Nicom Raiyawa; Beletristică românească de Ileana (Yang Ling) Hogea-Velișcu: „Dragoste pe Buriganga. Miraj cu Chen” (File de roman) și „Duhul azaleei. Vis cu Chen” (File de roman); Proză scurtă taiwaneză: „Norii" de Chen Yingzhen; Volumul VI: Addenda (Conceptul academic de Prietenie); Cultura sinică (Bibliografie completă, în 644 de titluri); Prolegomene (Chinezii – ieșirea în lume, trad. IH-V); Cronologie chineză (Formațiunile socio-istorice și Casele dinastice din China);

## În șantier
- 3000 de zile calde, prin spațiile și timpii ce mi s-au dat. Itinerar profesional, Editura dio, București – volum;
- Mai la Est de Harbin. Înminunări cu Chen, Editura dio, București – volum;
- Din inimă, cu dragoste. Romanul meu epistolar, Editura dio, București – volum;
- Hristos în inima noastră este și va fi. Tu, Doamne, să mă ierți, Te rog! Poezie imnică, Editura dio, București – volum.

## Cercetare și documentare științifică de profil
- Publică peste 1000 de titluri – studii, comunicări științifice, articole de sinologie, precum și numeroase recenzii apărute în edituri românești și chineze, articole de presă literară și de învățământ.

- Multiple emisiuni de radio și televiziune despre cultura chineză și cultura română, în România și respectiv China.

- Participări la congrese de sinologie, la Beijing și Shanghai, despre istoricul și dezvoltarea sinologiei în România, Ileana Hogea-Velișcu fiind unul dintre întemeietorii Școlii de Sinologie din România.

- Proiecte științifice în colaborare cu somități ale culturii chineze, între care Zhang Xiping, Feng Zhichen, Zhang Zhipeng, Ren Yuan, Ding Chao.[5]

## Alte competențe și aptitudini
În 8 iulie 2007, Centrul de Studii Sinologice de peste Hotare, cu sediul la Beijing, o invită pe Ileana Hogea-Velișcu – ca specialist unic pentru România, să participe la realizarea unui grandios
Program de studii și cercetări în cultura sinică, de sub egida Guvernului chinez, desfășurat în 23 de țări. Urmează să colaboreze pe termen nelimitat cu somități din domeniul filozofiei și al științelor sociale din China, pe teme majore inițiate de Ministerul Învățământului chinez. În acest cadru, prezintă lucrarea Propagarea și influența Marilor cărți de învățătură chineză în România secolului al XX-lea. Trei veacuri de Confucius în limba română, la Simpozionul internațional
despre Istoria și situația prezentă a schimburilor culturale dintre China și țările din Europa Centrală și de Est, Budapesta, 28-29 mai, 2009 – prima manifestare științifică internațională
organizată de Centrul Național de Cercetări Sinologice pentru Străinătate al Universității de Studii pentru Străinătate, Beijing, în colaborare cu Institutul Confucius, de la Universitatea „Eötvös Loránd” din Budapesta, Ungaria.

## Specializări
- 2004 – Centrul Internațional de Studii Sinologice, Universitatea de Limbi Străine Bejing–China.
- 1994–1995 – Centrul de Studii și Cercetări în Cultura Sinică, Universitatea de Limbă și Cultură Beijing–China.
- 1977 – Universitatea Beijing–China;

Precum și alte stagii de perfecționare la diferite universități din R.P. Chineză finalizate cu studii de gramatică comparată româno-chineză redactate în limba chineză, precum și cu un
mare număr de conferințe despre Metodologia predării limbii chineze în Universitățile din România – Universitatea București, dar și Universitățile particulare „Hyperion”, „Spiru Haret”, Creștină „Dimitrie Cantemir” – unde a înființat Catedre de limba și cultura chineză, predând efectiv și, respectiv, Centrul de Multilingvism, Departamentul de studii asiatice de
la Universitatea Româno-Americană.

## Asociații profesionale
Membră: 
- Asociația de Studii Orientale (1970);
- Fondul Literar al Uniunii Scriitorilor (1976);
- Centrul Internațional de Sinologie Beijing-China (1985);
- Uniunea Scriitorilor din România (USR) (1990);
- Societatea literară Cinci orhidee (Wu lan she), Beijing-China (1994);
- Asociația Internațională de predare a limbii chineze ca limbă străină, Beijing-China (1994);
- Asociația Română de Prietenie cu R.P. Chineză, Consiliul director (sub egida Ministerului Afacerilor Externe, 1994);
- Centrul pentru Studii Chineze, Taipei, Taiwan (1997).

## Recunoaștere
- International Who’s Who of Professional and Business Women, International Biographical Center, Cambridge, England (1990);
- Who’s Who Friends of China Directory (Dicționarul Prietenii poporului chinez), pp. 389-390, Ediția Princeps, Editura „Hong Qi”, Academia Chineză de Studii Social-Politice, Beijing–R.P. Chineză (1996);
- Balkan Who’s Who of Professional and Business Women, Balkan Biographical Center, Athena, Greece (1997);
- Who’s Who în România, Ediție Princeps, Editura Pegasus Press, București (2002);
- Contemporary Who’s Who, Premiere Edition, American Biographical Institute, USA (2003);
- Trofeul pentru excelență în propagarea culturii și civilizației chineze în România pentru întreaga carieră academică, Casa România-China, București (2013);
- Diploma de excelență pentru contribuția la dezvoltarea relațiilor de prietenie dintre România și China, Casa România-China, București (2014);
- Trofeul „Confucius”, pentru contribuția la studierea operei lui Confucius (551-479 î.Hr.) în România, Asociația Internațională „Studii și Cercetări în Opera lui Confucius”, Beijing, China (2015);
- Diploma de excelență pentru activitatea de cercetare și promovare a filosofului Confucius în limba română, Asociația Internațională „Studii și Cercetări în Opera lui Confucius”, Beijing, China (2015);
- Cetățean de onoare al comunei Sudiți, județul Ialomița (25 Mai, 2017); Biblioteca Comunală și „ulița copilăriei” poartă numele „Prof. univ. dr. Ileana P. Hogea”.

(Trofeele și Diplomele de excelență mai sus menționate se află în Biblioteca Bisericii „Sfinții Voievozi Mihail și Gavriil”, Sudiți, Ialomița.)

## Diplome / Certificate / Titluri
- Diploma de învățătoare, Școala Pedagogică de Învățătoare, Călărași (1954);
- Certificat de absolvire a Cursului special intensiv de Limba chineză clasică și modernă, Universitatea Peking-China (1957);
- Diploma de licență, Facultatea de Filologie, Universitatea Peking-China (1962);
- Certificat de traducător: română-chineză și chineză-română, Ministerul Culturii (1966);
- Diploma de licență, Facultatea de limba și literatura română, Universitatea București (1967);
- Diploma de doctor in filologie, literatura universală și comparată, Universitatea București (1967);
- Decizia nr. 784/6.06.1997 privind Ordinul Ministrului Învățământului nr. 3553/5.04.1996, de numire pe postul de Profesor titular la Facultatea de limbi străine, Catedra de limbi romanice, clasice și orientale, Secția de limba, literatura și civilizația chineză.

(Toate Diplomele / Certificatele / Titlurile se află în Biblioteca Bisericii „Sfinții Voievozi Mihail și Gavriil”, Sudiți, Ialomița.)